# Cherbourg-en-Cotentin
Cherbourg-en-Cotentin är en kommun i departementet Manche i regionen Normandie i norra Frankrike vid Engelska kanalen. I kommunen ligger staden Cherbourg som har en av världens största konstgjorda hamnar. Kommunen har 78 028 invånare (2022).
Kommunen grundades den 1 januari 2016 genom en sammanslagning av kommunerna Cherbourg-Octeville, Équeurdreville-Hainneville, La Glacerie, Querqueville och Tourlaville.